# Ruta de Illinois 35
La Ruta de Illinois 35, y abreviada IL 35 (en inglés: Illinois Route 35) es una carretera estatal estadounidense ubicada en el estado de Illinois. La carretera inicia en el oeste desde la US 20  , GRR 1   en East Dubuque hacia el este en la WI 35  en la frontera con Wisconsin. La carretera tiene una longitud de 3,9 km (2.42 mi).

## Mantenimiento
Al igual que las autopistas interestatales, y las rutas federales y el resto de carreteras estatales, la Ruta de Illinois 35 es administrada y mantenida por el Departamento de Transporte de Illinois por sus siglas en inglés IDOT.